# 路德維希·賴興巴赫
海因里希·戈特利布·路德維希·賴興巴赫（德語：Heinrich Gottlieb Ludwig Reichenbach，1793年1月8日—1879年3月17日）是一名德国植物学家及鸟类学家。